# Trojan Roots and Culture Box Set
A Trojan Roots and Culture Box Set egy három lemezes roots reggae válogatás.  2005-ben adta ki a Trojan Records kiadó.

## Számok

### CD 1 – Don't Cut Off Your Dread Locks - Conscience Reggae, 1975 to 1977
1. Linval Thompson - Don't Cut Off Your Dreadlocks
2. U Roy - Joyful Locks
3. Gregory Isaacs - Beautiful Africa
4. Wayne Jarrett - Satta Dread
5. I Roy - Satta
6. Truth Fact & Correct - Babylon De Pon Fire
7. Prince Lincoln & The Royal Rasses - Dreadlocks Man
8. Michael Rose - Guess Who's Coming To Dinner
9. Jah Woosh - Natty Alright
10. Leroy Smart - Jah Forgive Them
11. Johnny Clarke - Warrior
12. Winston Heywood & The Hombres - Africa
13. Jah Stitch - Black Harmony Killer
14. Doctor Alimantado & Raphael Green - Rasta Train
15. Zap Pow - Last War (Jah Jah Children Arise)
16. Watty Burnett - Open The Gate
17. The Heptones - An African Child

### CD 2 – To the Foundations - Rebel Music, 1977 to 1979
1. Freddie McGregor - Zion Chant
2. Dillinger - African World Wide
3. The Inner Circle - Roman Soldiers Of Babylon
4. Tapper Zukie - Revolution
5. Niney & The Observers - Confusion In A Babylon (Aka Mutiny)
6. Sons Of Light - Land Of Love
7. Horace Andy - (Stop Your) Brutality
8. Lee Perry - Free Up The Prsioners
9. Mike Brooks - What A Gathering
10. Glasford Manning - Porti
11. Dennis Brown - To The Foundations (Extended Version)
12. Mystic Eyes - Forward With Jah Orthodox
13. Cornell Campbell - Blessed Are They
14. The Mighty Diamonds - Eyes On Africa
15. Knowledge - Zion
16. Barrington Levy - Trod With Jah

### CD 3 – Free Up Rasta - Dancehall Roots, 1979 to 1983
1. Barry Brown - Protect Them
2. Jimmy Riley - Give Thanks And Praise
3. In Crowd - Marcus Garvey's Back In Town
4. Alton Ellis - The Children Are Crying
5. The Black Shadows - Brother Noah
6. Bim Sherman - Lightning And Thunder
7. Sugar Minott - Dreader Than Dread
8. Leroy Sibbles - Jah Far I On A Pinnacle
9. Al Campbell - Free Up Rasta
10. The Wailing Souls - Who No (Wa'an Come)
11. Tristan Palmer - Babylon
12. Prince Far I - Jah Footsteps
13. The Viceroys - Jah Jah (The Intelligence Of Your Mind)
14. Anthony Johnson - Jah Love
15. Israel Vibration - Why You So Craven
16. Johnny Osbourne - Bring The Sensi Come
17. Charlie Chaplin - Chalice

## Külső hivatkozások
- https://web.archive.org/web/20071028115918/http://www.roots-archives.com/release/3758
- http://www.savagejaw.co.uk/trojan/tjetd226.htm Archiválva 2007. december 11-i dátummal a Wayback Machine-ben